# TAKI 183
TAKI 183 (Таки 183) — один из основоположников субкультуры граффити в Нью-Йорке и современных граффити в целом. Он работал курьером, и во время своих перемещений по городу писал свой никнейм на стенах и других поверхностях (например, в метро). Его тег состоял из его настоящего имени Таки (диминутив греческого имени Деметриус) и номера улицы, на которой он проживал — 183rd Street.
21 июля 1971 года в газете Нью-Йорк Таймс появилась статья «Taki 183» Spawns Pen Pals., после прочтения которой сотни тинейджеров начали писать свои имена по всему Нью-Йорку. Хотя Таки 183 был первым прославленным райтером, он признался, что некий Julio 204 начал ставить свои теги раньше него. Но Julio не писал нигде кроме своего района, поэтому не получил такой популярности как Таки.